# Holidays of Future Passed
Holidays of Future Passed é o nono episódio da vigésima terceira temporada da série de animação de comédia The Simpsons, sendo exibido originalmente na noite de 11 de dezembro de 2011 pela Fox Broadcasting Company (Fox) nos Estados Unidos. A maior parte do episódio é passado trinta anos no futuro, quando Bart e Lisa levam seus filhos com eles para casa de Homer e Marge durante o Natal, enquanto uma Maggie grávida entra em trabalho de parto. Bart se divorciou de sua esposa Jenda e está lutando para se tornar um pai melhor para seus dois filhos, enquanto Lisa tem problemas para se conectar com sua filha Zia, uma adolescente rebelde. O criador da série, Matt Groening, fez uma aparição menor sem ser creditado como um comentarista esportivo que grita "gol!" em uma transmissão esportiva.
Originalmente escrito como um potencial final da série, o episódio teve uma recepção muito positiva por parte dos críticos de televisão, que frequentemente o citaram como o melhor episódio da temporada. Foi particularmente elogiado por seu humor e suas cenas emocionais, como aquela em que Bart e Lisa sentam-se em sua antiga casa na árvore e comentam sobre o quão difícil é a paternidade. Durante a transmissão original, "Holidays of Future Passed" foi assistido por cerca de 6,43 milhões de pessoas. Desde então, ele atraiu a atenção da mídia para um segmento que ocorre trinta anos no futuro, onde está implícito que a cidade de Dearborn, em Michigan, ainda está "sob a lei charia". Os comentaristas tiveram opiniões contraditórias sobre o que o segmento está zombando, se é a crescente influência islâmica nos Estados Unidos, especificamente em Dearborn, ou melhor, aqueles que estão pensando que Dearborn está sob a lei sharia em dezembro de 2011, época em que o episódio foi ao ar.

## Enredo
Após almoçarem o peru no Dia de Ação de Graças, a família reúne-se para tirar a anual foto do Cartão de Natal. Bart e Lisa reclamam sobre a necessidade disso, enquanto Marge observa que eles irão crescer para poderem apreciar as fotografias quando estiverem mais velhos, junto a seus filhos. O episódio então salta trinta anos no futuro através de uma série de cartões de Natal dos Simpsons. As fotos então revelam um futuro onde Bart é um pai desempregado, divorciado e com dois filhos que ele não vê; Lisa é uma mulher de negócios bem sucedida, casada com Milhouse, com quem tem uma filha rebelde chamada Zia; e Maggie é a vocalista de uma famosa banda e encontra-se nos estágios finais de uma gestação. Em seu apartamento, Bart é visitado por seus filhos, que lhe informa que sua mãe Jenda os teletransportou para que pudessem passar mais tempo com seu pai. No entanto, ele os deixa na casa de seus avós. Enquanto isso, Lisa teme que Zia esteja gastando muito de seu tempo indo para o "Ultranet", um mundo digital onde as pessoas entram com sua consciência, conectando-se através de um laptop. Milhouse sugere a Lisa que ela passe mais tempo com Zia, a fim para que elas tenham uma conexão melhor. Portanto, Lisa decide levar Zia para a casa de seus pais. Enquanto isso, Maggie voa de Londres a Springfield para celebrar o Natal com seus pais.
Quando Bart e Lisa chegam na casa de seus pais, eles ficam por lá com seus filhos. Infelizmente para Lisa, ela só recebe conselhos inúteis de Marge sobre como ser uma mãe melhor, enquanto Zia continua a ir para o Ultranet. Lisa fica furiosa e acusa Marge de ser uma mãe ruim. Marge fica chateada com Lisa. Enquanto isso, Bart fica inconsolável ao descobrir que Jenda casou-se novamente enquanto ele não encontrou um novo alguém. Sentindo-se deprimido, ele diz a Homer para levar seus netos para passear. Os meninos ficam irritados com o pai por não passar tempo com eles, mas os dois têm um grande momento com o seu avô. Bart e Lisa, em seguida, encontram-se em sua antiga casa na árvore, onde eles ficam um pouco bêbados e falam sobre o quão difícil é ser pai. Lisa admitiu que teve um caso com Nelson quando Milhouse estava fora. Após trocarem conselhos inspirados, eles percebem que precisam se esforçar mais para se conectar com seus filhos. Lisa entra na sala de Marge para se desculpar por seu comportamento anterior que fez ambas ficarem com raiva uma da outra. Marge entende que a falta de comunicação de Lisa com Zia é o motivo de seu estresse, e, finalmente, lhe oferece alguns conselhos úteis. Enquanto isso, ao chegar em Springfield, Maggie tem contrações e Kearney, agora um motorista de táxi, a leva para o hospital.
Homer leva os filhos de Bart para uma instalação de preservação criogênica, onde o Vovô foi congelado vivo para prevenir uma doença de matá-lo. Embora uma cura agora tenha sido descoberta, ele é mantido congelado por Homer porque é mais barato do que pagar por um asilo e porque o Vovô tem constantemente sido rude com ele. Homer diz aos meninos que eles devem dar ao seu pai uma outra oportunidade, pois ele sabe que Bart os ama. Nesse ponto, Bart chega e pede desculpas a seus filhos, admitindo o quanto ele deve valoriza-los. Emocionados, os dois rapazes o perdoam por ele não ter os incluído muito em sua vida, enquanto um inspirado Homer decide descongelar Vovô e perdoá-lo também. Enquanto isso, Lisa vai ao Ultranet para encontrar Zia e descobre uma porta que se dava ao mundo particular de Zia. Entrando nela, Lisa fica feliz ao descobrir que Zia pendurou um cartaz com sua foto ao lado de outros cartazes que retratam mulheres históricas que fizeram uma diferença no mundo. Quando Zia chega, Lisa agradece a ela. Com os conflitos resolvidos, Bart e Lisa reúnem-se os seus filhos, em preparação para uma nova foto de família do Natal. Marge chega com Maggie, que deu à luz uma menina. Os Simpsons reúnem-se em um grupo assim como os animais de estimação da família (que evoluíram muito ao longo dos últimos trinta anos) assumem a nova foto.

## Produção
"Holidays of Future Passed" foi escrito por J. Stewart Burns e dirigido por Rob Oliver. Foi anunciado pela primeira vez à imprensa na convenção da Comic-Con em San Diego, Califórnia, em 23 de julho de 2011, durante um painel com os produtores de The Simpsons. "Holidays of Future Passed" é o décimo primeiro episódio da série com temática de Natal, e o quarto episódio baseado no futuro (os outros são "Lisa's Wedding" de 1995, "Bart to the Future" de 2000, e "Future-Drama" de 2005). Inicialmente, havia uma piada no episódio sobre um desastre que ocorreu na Usina Nuclear de Springfield no futuro; no entanto, ela foi cortada após o Sismo e tsunami de Tohoku de 2011 que resultou em vários acidentes nucleares no Japão.
O criador da série, Matt Groening, fez uma participação menor no episódio, apesar de não ter sido mencionado nos créditos finais. No episódio, um robô examina a saúde do feto de Maggie. A banda de Maggie está presente, e um dos membros aperta um botão na "face" do robô, uma tela que mostra suas expressões faciais, e um jogo de futebol vem em vez disso. Um comentarista esportivo, dublado por Groening, dá um longo grito de "gol!" que se ouve durante o jogo. Segundo o editor de música Chris Ledesma, como o episódio estava sendo gravado, "havia apenas sons da multidão aplaudindo durante o chute e Matt disse que precisávamos combiná-lo de alguma forma." Depois de passar por algumas ideias diferentes, a equipe decidiu por um comentarista gritando "gol!". Os membros da equipe queriam que Groening fornecesse a voz e ele terminou a gravação em duas tomadas.
Em uma entrevista em 2013 com o ex-roteirista do show Conan O'Brien, Jean afirmou que este episódio foi planejado para servir como um final caso as negociações com o elenco no início do ano não tivessem progresso.

## Lançamento
"Holidays of Future Passed" foi ao ar originalmente na noite de 11 de dezembro de 2011, um domingo, na Fox nos Estados Unidos. De acordo com o instituto de mediação de audiências Nielsen, o episódio foi assistido por 6,43 milhões de espectadores em sua exibição original e recebeu uma quota de 3.0/7 no perfil demográfico de telespectadores entre os 18 aos 49 anos de idade. Apresentou uma queda em relação ao episódio anterior, "The Ten-Per-Cent Solution", que recebeu uma quota de 4.0. No entanto, esse episódio foi antecedido por um popular jogo da National Football League (NFL), que ajudou a aumentar a sua classificação. "Holidays of Future Passed" tornou-se o episódio mais assistido do bloco Animation Domination em termos de numero total de espectadores, superando Family Guy (6,10 milhões), The Cleveland Show (5,07 milhões), e American Dad! (5,00 milhões), além de ser a segunda transmissão de maior audiência entre os adultos com idades entre 18 aos 49 anos, sendo superado apenas pelo episódio Family Guy (com uma quota de 3.1). Para a semana de 5 a 11 de dezembro de 2011, o episódio foi a vigésima transmissão mais assistida do horário nobre entre os adultos.

### Recepção crítica

A cena em que Lisa Simpson (à esquerda) encontra-se com seu irmão Bart (à direita) e ambos discutem sobre os desafios da parentalidade foi bastante elogiada pelos analistas de televisão.

Desde seu lançamento, "Holidays of Future Passed" recebeu críticas altamente positivas dos analistas de televisão, particularmente por seu humor e suas cenas emocionais. Em sua lista dos "50 melhores episódios da TV de 2011", John Kubicek, da BuddyTV, colocou o episódio na posição de número quarenta e nove, comentando que "vários vislumbres de como todos os outros personagens mudaram durante o salto no tempo foi uma cavalgada de momentos de comédia." Rex Huffman, do The Times-Reporter, o citou como um "episódio divertido", enquanto Josh Harrison, da Ology, o descreveu como "legitimamente divertido". Harrison observou que "ver tantas versões futuristas de personagens familiares e colocar um giro interessante sobre a época natalícia." Ele também comentou: "O episódio inteiro depende de uma cena surpreendentemente sincera, que vê Bart e Lisa, tanto um pouco embriagados, encontrando-se na casa da árvore para discutir sobre os desafios da parentalidade." Da mesma forma, Hayden Childs, do The A.V. Club, escreveu que "Holidays of Future Passed" encontrou "um ponto doce que combinava com uma enxurrada de piadas sem parar com uma ternura muitas vezes carente nos recentes episódios. Há mesmo uma conversa entre Bart e Lisa, surpreendentemente verdadeiro para irmãos adultos, compartilhando as lutas de seu passado familiar."
Escrevendo para a HitFix, Alan Sepinwall citou "Holidays of Future Passed" como o melhor episódio baseado no futuro dos Simpsons desde o primeiro, "Lisa's Wedding". Ele observou que leva para "o lado emocional das coisas", o que fez o episódio um sucesso, como a insatisfação Bart e Lisa por causa de sua desconexão com as crianças, e também pela transformação de Homer em um "cara muito sábio, doce, que de alguma forma tenta sobreviver na velhice."
Sepinwall elogiou particularmente a cena na instalação de criogenia, onde Homer incentiva as crianças a dar outra chance para Bart como "muito doce", e ele descreveu a ideia de um Vovô congelado como "uma variação inteligente sobre a piada muito familiar de como Homer e a família negligência o Vovô, porque ele é um pé no saco." Sepinwall também elogiou o episódio por suas piadas sobre o futuro, destacando as cenas que giram em torno da viagem aérea, as que mostram Krusty como "o Andy Rooney de 2041" e as de Ralph Wiggum com "uma série interminável de clones estúpidos que continuam matando uns aos outros." Em fevereiro de 2012, "Holidays of Future Passed" foi listado por Matt Zoller Seitz, da revista New York Magazine, como um dos "Nove melhores episódios dos últimos nove anos que igualam-se aos clássicos iniciais". Ele observou que as "reconciliações entre Bart e Lisa e seus filhos são o destaque."
Na 64ª edição anual do Primetime Emmy Awards, em 2012, "Holidays of Future Passed" foi indicado para a categoria de Melhor Programa de Animação com Menos de Uma Hora.

### Resposta a referências islâmicas
Um segmento do episódio foi inspirado por uma controvérsia sobre a crescente influência islâmica na cidade de Dearborn, em Michigan, o que, de acordo com Bill Gallagher, da WJBK, tem "uma comunidade muçulmana significativa". A maior mesquita nos Estados Unidos também está localizada lá.
Durante o segmento em questão, definido no futuro na casa de Milhouse e Lisa, Milhouse diz a Lisa que ele começou a sentir os sintomas de suas alergias sazonais agora que o Natal já chegou. Ele é aparentemente alérgico a coisas relacionadas com o Natal, como o azevinho, visco, e da parte vermelha do bastão de doces. Lisa aconselha Milhouse a ir para Michigan durante as férias, onde o Natal não é comemorado, porque "ainda está sob a lei charia." Milhouse concorda em fazer isso, mas se queixa de que eles sempre o fazem usar um véu lá, apontando para uma foto na parede em que está do lado de fora da Universidade de Michigan–Dearborn, vestindo uma burca.
Em uma reportagem sobre esse segmento que foi ao ar na rede WJBK, Gallagher observou que "zombaram a noção falsa e infundada de que de alguma forma, a lei charia muçulmana prevalece em Dearborn." Dawud Walid, diretor da filial de Michigan do Conselho sobre as Relações entre a América e o Islã, comentou no relatório que The Simpsons "é um show muito prolífico. Agora [ele] está a abordar que está com medo do problema da lei anti-charia, e talvez possam ganhar algumas moedas e... mais pessoas vão tirar sarro dela." O segmento foi recebido de forma mista pelos estudantes da Universidade de Michigan-Dearborn. Alguns deles foram entrevistados por Gallagher em seu relatório. Um estudante disse: "É muito legal mostrar o quão ridículo o ódio é que eu acho que é muito engraçado", enquanto outro observou: "Eu não acho que é uma coisa boa a se fazer [zombar do fanatismo anti-islâmico], porque nós podemos mudá-lo através de diálogo, e não fazer divertimento."